# Порт Луј
Порт Луј је највећи и главни град Маурицијуса. По подацима из 2012. године у граду живи 148.001 становник. То је лука на Индијском океану, и највећи град на острву. Порт Луј је основан 1735. године од стране Француза. Цитадела доминира градом. Маурицијуски Институт, који се бави изучавањем острвске флоре и фауне се налази у Порт Лују.

## Географија

### Клима
Порт Луј има Тропску климу по Кепеновој класификацији климе са дугом сезоном киша и кратком сушном сезоном. Највише кише падне од децембра до априла, кад просјечно пада преко 100 mm падавина сваког мјесеца, од маја до аугуста пада нешто мање кише (око 60 mm), а од септембра до новембра наступа сува сезона. Због тог има примјетан распон просјечних температура, најхладније је средином године, кад је око 24 °C, а најтоплије за сезоне киша кад су просјечне температуре око 30 °C.
| Клима Порта Луја                             | Клима Порта Луја | Клима Порта Луја | Клима Порта Луја | Клима Порта Луја | Клима Порта Луја | Клима Порта Луја | Клима Порта Луја | Клима Порта Луја | Клима Порта Луја | Клима Порта Луја | Клима Порта Луја | Клима Порта Луја | Клима Порта Луја |
| Показатељ \ Месец                            | .Јан.            | .Феб.            | .Мар.            | .Апр.            | .Мај.            | .Јун.            | .Јул.            | .Авг.            | .Сеп.            | .Окт.            | .Нов.            | .Дец.            | .Год.            |
| -------------------------------------------- | ---------------- | ---------------- | ---------------- | ---------------- | ---------------- | ---------------- | ---------------- | ---------------- | ---------------- | ---------------- | ---------------- | ---------------- | ---------------- |
| Апсолутни максимум, °C (°F)                  | 35 (95)          | 33 (91)          | 32 (90)          | 31 (88)          | 29 (84)          | 28 (82)          | 27 (81)          | 27 (81)          | 28 (82)          | 31 (88)          | 33 (91)          | 35 (95)          | 35 (95)          |
| Максимум, °C (°F)                            | 31,5 (88,7)      | 31,4 (88,5)      | 31,5 (88,7)      | 30,7 (87,3)      | 29,3 (84,7)      | 27,6 (81,7)      | 26,7 (80,1)      | 26,8 (80,2)      | 27,7 (81,9)      | 28,8 (83,8)      | 30,2 (86,4)      | 31,1 (88)        | 29,44 (85)       |
| Минимум, °C (°F)                             | 24,1 (75,4)      | 24,0 (75,2)      | 23,8 (74,8)      | 23,0 (73,4)      | 21,5 (70,7)      | 19,9 (67,8)      | 19,3 (66,7)      | 19,1 (66,4)      | 19,4 (66,9)      | 20,4 (68,7)      | 21,8 (71,2)      | 23,2 (73,8)      | 21,63 (70,92)    |
| Апсолутни минимум, °C (°F)                   | 17 (63)          | 18 (64)          | 17 (63)          | 14 (57)          | 13 (55)          | 11 (52)          | 11 (52)          | 10 (50)          | 11 (52)          | 13 (55)          | 14 (57)          | 17 (63)          | 10 (50)          |
| Количина кише, mm (in)                       | 131 (5,16)       | 160 (6,3)        | 83 (3,27)        | 87 (3,43)        | 48 (1,89)        | 24 (0,94)        | 18 (0,71)        | 19 (0,75)        | 17 (0,67)        | 15 (0,59)        | 24 (0,94)        | 85 (3,35)        | 711 (28)         |
| Дани са кишом (≥ 1.0 mm)                     | 9                | 10               | 8                | 7                | 6                | 4                | 4                | 5                | 3                | 3                | 3                | 6                | 68               |
| Сунчани сати — месечни просек                | 248              | 226              | 217              | 240              | 248              | 210              | 217              | 217              | 240              | 279              | 270              | 279              | 2.891            |
| Извор #1: World Meteorological Organization. |                  |                  |                  |                  |                  |                  |                  |                  |                  |                  |                  |                  |                  |
| Извор #2: BBC Weather                        |                  |                  |                  |                  |                  |                  |                  |                  |                  |                  |                  |                  |                  |

## Историја
Порт Луј је већ 1638. године био кориштен као лука. Године 1735, под француском владавином, постао је административни центар Маурицијуса и важна поморска станица за француске бродове на пловном путу око Рта добре наде. Град је добио име по француском краљу Лују XV. Британци су окупирали острво и град за вријеме Наполеонских ратова (1800—1815), јер је он био стратешки важан за осигурање контроле пловидбе по Индијском океану. Отварањем Суецког канала године 1869. губи првобитну функцију. Лука је поновно живнула кад је Суецки канал затворен од 1967. до 1975, због тог је лука модернизирана у касним 1970-их.
Сачувана је утврда из 1838.

## Становништво
| Година       |
| Становништво |
| ------------ |

## Партнерски градови
Порт Луј је побратимљен са:
- Карачи
- Џајпур
- Сен Мало